# Casa del Labirinto

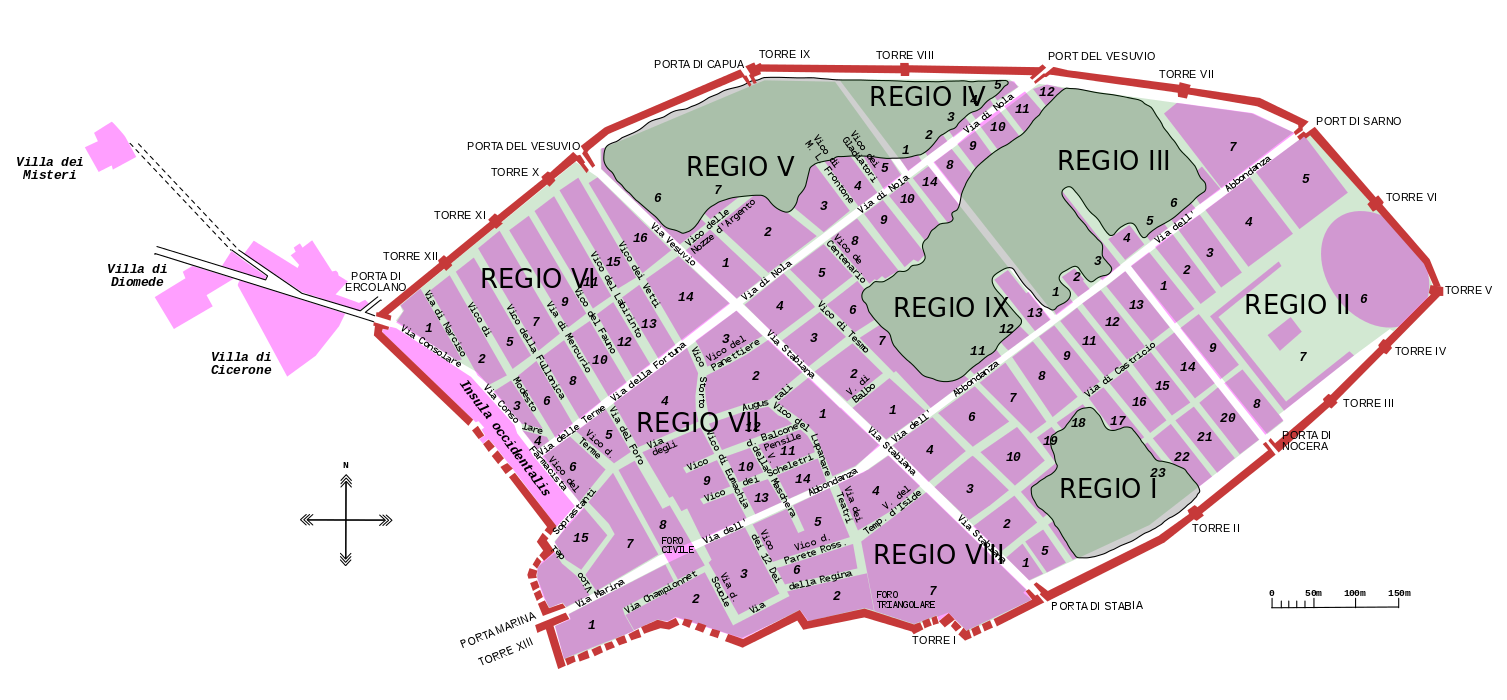
Plan von Pompeji nach Eschebach

Die Casa del Labirinto (Haus des Labyrinths) ist ein Wohnhaus in Pompeji, das in großen Teilen noch in die republikanische Zeit datiert.
Das Haus befindet sich in Regio VI, Insula 11, Haus 9.10.
Es hat zwei Atrien, eines mit vier und eines ohne Säulen. Im hinteren Teil des Hauses befindet sich ein großes Peristyl.

## Beschreibung
Das Haus ist reich mit Mosaiken dekoriert und mit Wandmalereien des 2. Stils ausgemalt. 17 Räume tragen noch Reste dieses Malstiles. Für August Mau, der die Mysterienvilla noch nicht kannte, gehörten diese Malereien zu den frühsten dieses Stiles. Sie werden heute auf 70–60 v. Chr. datiert und stammen wohl von einer Neudekorierung des Hauses nach einer Zerstörung im Jahr 89 v. Chr. Nördlich des Peristyls befindet sich ein mit zehn korinthischen Säulen geschmückter Oecus, dessen Wände aufwendige Malereien im 2. Stil aufweisen. Der Fußboden zeigt ein Mosaik, das dem Haus den modernen Namen gab: Theseus ist dargestellt, wie er den Minotaurus tötet, wobei die Darstellung von einem Labyrinth umgeben ist. Ein Bad im Haus ist mit Malereien des 3. Stils ausgestattet. Die zwei Atrien lassen vermuten, dass hier vielleicht einst zwei ältere Wohnhäuser zusammengelegt worden sind.

## Galerie

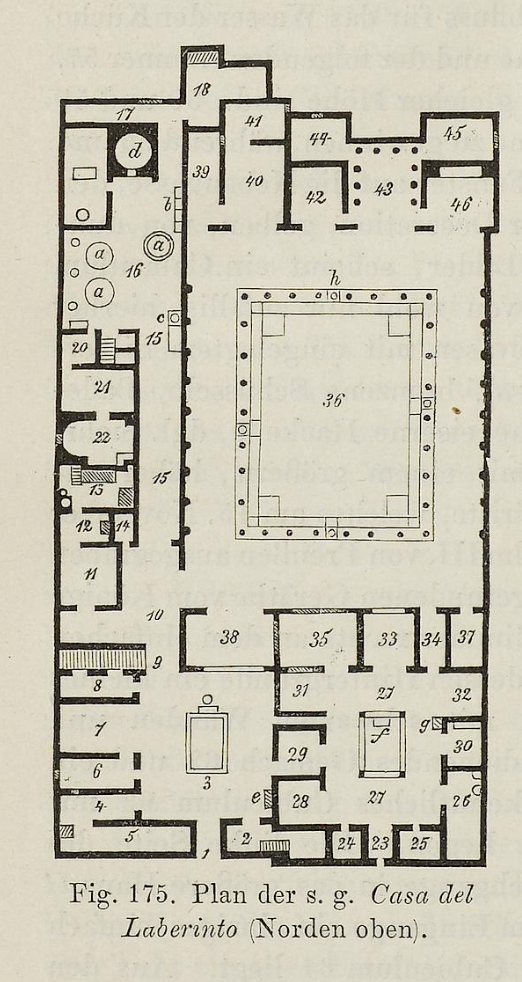
Grundriss des Hauses
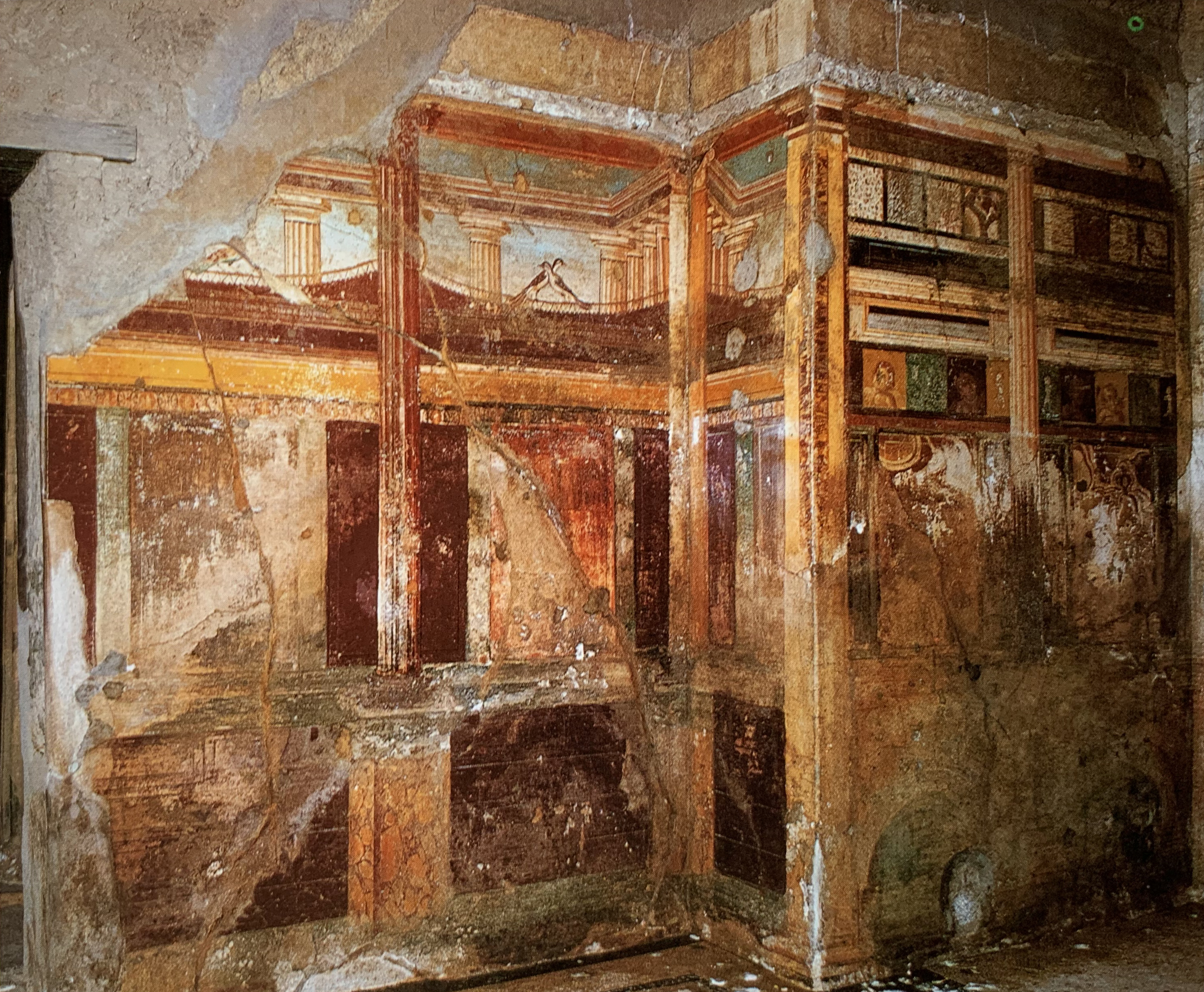
Malerei im 2. Stil
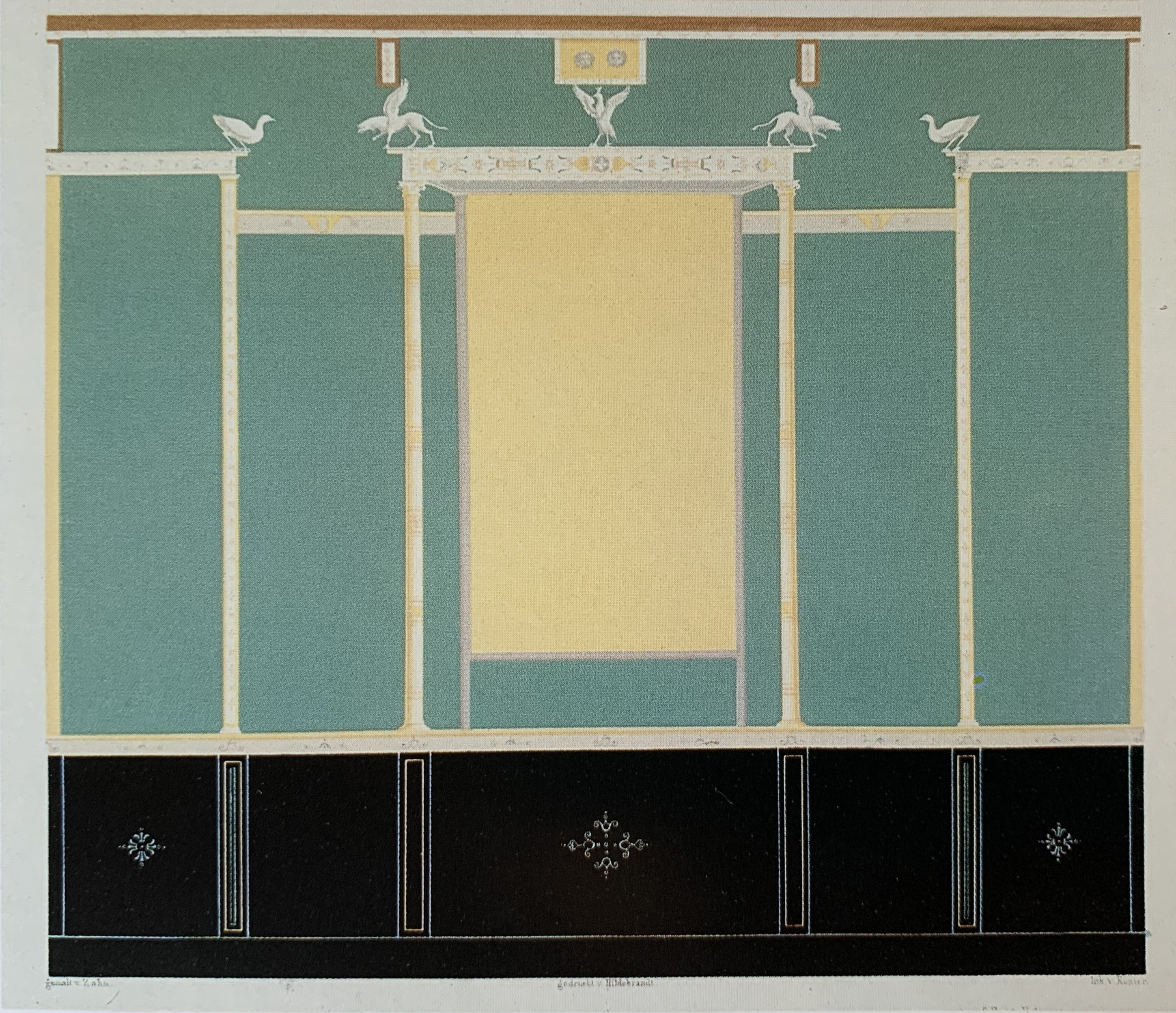
Malerei im 3. Stil, Kopie des 19. Jahrhunderts
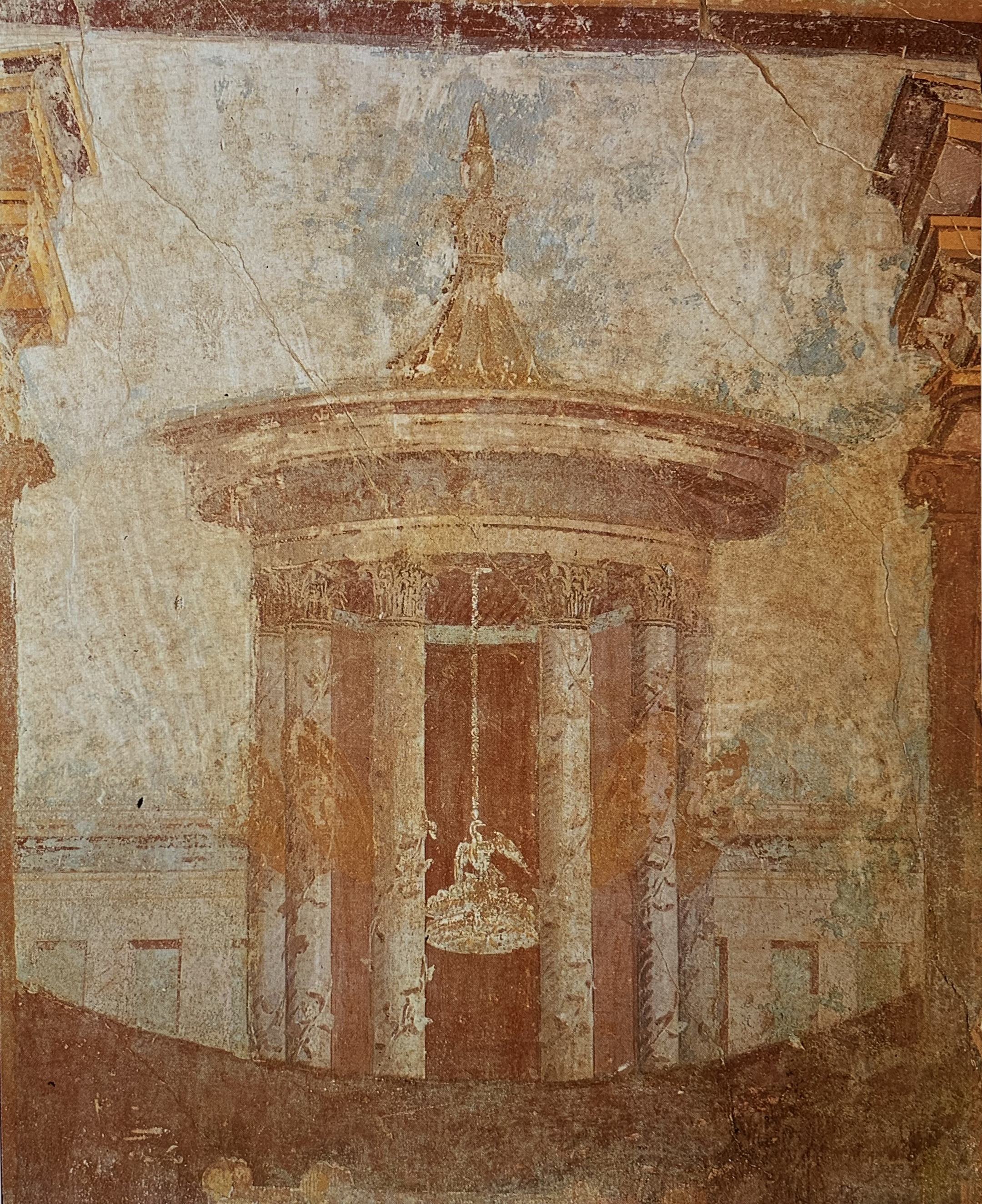
Malerei im 2. Stil
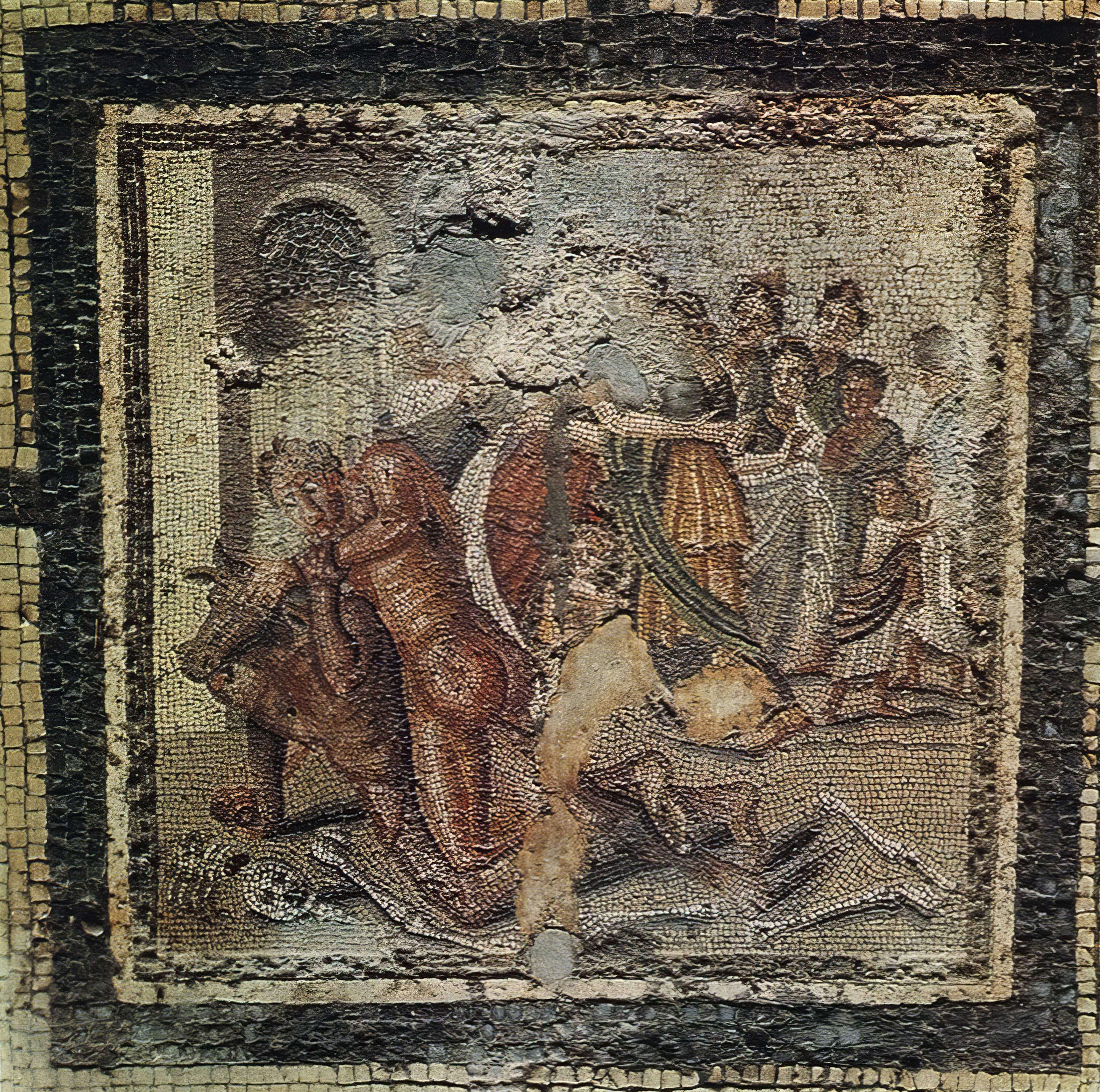
Mosaik, Theseus kämpft mit dem Minotaurus